# Osteocephalus buckleyi
Osteocephalus buckleyi е вид жаба от семейство Дървесници (Hylidae). Видът не е застрашен от изчезване.

## Разпространение
Разпространен е в Боливия, Бразилия, Венецуела, Гвиана, Еквадор, Колумбия, Перу, Суринам и Френска Гвиана.

## Описание
Популацията на вида е стабилна.